# David Thiérrée
David Thiérrée (ur. 24 sierpnia 1970 w La Rochelle) – francuski grafik. Laureat Froudian Artist Award. David Thiérrée znany jest przede wszystkim ze współpracy z zespołami z nurtu muzyki heavymetalowej, dla których tworzył okładki. Tworzył m.in. dla takich zespołów i wykonawców jak: Behemoth, Lord Wind, Celestia, Gift of Gods, Malleus Maleficarum, The Ancient's Rebirth, Vlad Tepes, czy Warloghe. Tworzył także ilustracje i materiały promocyjne dla zespołów Gorgoroth, Mortiis, Enslaved oraz Gehenna. W latach 90. był współtwórcą licznych, europejskich zinów poświęconych muzyce heavymetalowej, m.in. takich jak Alliage, Decibel Storm, Flatline News, Dark Blaze, Invocation, czy Exctinsio Sensus.
Jego prace były wystawiane m.in. we Francji, Belgii i Anglii.
W latach 1988–1992 był wokalistą i autorem tekstów w zespole deathmetalowym Somberness.

## Publikacje
- David Thiérrée, Monde imaginaires, Spootnik éditions, 2011, ISBN 978-2-917318-11-9